# فیات ای.۱۰
فیات ای. ۱۰ (به انگلیسی: Fiat A.10) یک موتور هواگرد ساختِ کارخانهٔ فیات اتومبیلز در کشور ایتالیا است.